# Brachypetersius
Brachypetersius és un gènere de peixos pertanyent a la família dels alèstids.

## Distribució geogràfica
Es troba a Àfrica.

## Taxonomia
- Brachypetersius cadwaladeri (Fowler, 1930)[5]
- Brachypetersius huloti (Poll, 1954)[6]
- Brachypetersius notospilus (Pellegrin, 1930)[7]
- Brachypetersius pseudonummifer (Poll, 1967)[8][9][10][11][12][13][14]